# Agência Nacional de Vigilância Sanitária
Agência Nacional de Vigilância Sanitária (Anvisa) é uma agência reguladora, sob a forma de autarquia de regime especial, vinculada ao Ministério da Saúde. A agência exerce o controle sanitário de todos os produtos e serviços (nacionais ou importados) submetidos à vigilância sanitária, tais como medicamentos, alimentos, cosméticos, saneantes, derivados do tabaco, produtos médicos, sangue, hemoderivados e serviços de saúde.
A autarquia é também responsável pela aprovação dos produtos e serviços submetidos à vigilância sanitária, para posterior comercialização, implementação e produção no país e elaboração de regulamentos técnicos com características de identidade e qualidade de produtos sujeitos à vigilância sanitária. Além disso, em conjunto com o Ministério da Indústria, Comércio Exterior e Serviços controla os portos, aeroportos e fronteiras nos assuntos relacionados à vigilância sanitária. Sua atuação abrange também o monitoramento e a fiscalização dos ambientes, processos, insumos e tecnologias relacionados à saúde. A autarquia tem atuação na esfera econômica, ao monitorar os preços de medicamentos e ao participar da Câmara de Medicamentos (CMED).
A autarquia foi criada no governo Fernando Henrique Cardoso pela lei nº 9.782, de 26 de Janeiro de 1999. Sua missão é: "Promover e proteger a saúde da população e intervir nos riscos decorrentes da produção e do uso de produtos e serviços sujeitos à vigilância sanitária, em ação coordenada com os estados, os municípios e o Distrito Federal, de acordo com os princípios do Sistema Único de Saúde, para a melhoria da qualidade de vida da população brasileira.”

## Agrotóxico
Em 2018, o Brasil se tornou o maior consumidor mundial de agrotóxicos, resultado duplo do crescimento do agronegócio industrial e da regulamentação ambiental ineficaz. Os agrotóxicos florescem em terreno econômico fértil no Brasil, graças aos grandes subsídios governamentais e aos baixos impostos concedidos às empresas que os fabricam, aos custos irrisórios para o registro nacional de ingredientes químicos ativos e à fiscalização praticamente inexistente do uso de agrotóxicos. A agência também administra um programa para verificar os níveis de pesticidas em culturas alimentares encontradas em supermercados. No entanto, em maio de 2022, a agência atingiu a marca de 3 anos sem divulgar seus resultados, citando a pandemia do COVID-19 como motivo. A agência também se recusou a publicar resultados parciais dos últimos testes realizados em 2018 e 2019.
Com o lobby ruralista agora no controle de setores-chave do governo federal, o Brasil está aprovando rapidamente novos pesticidas para uso, alguns dos quais os críticos dizem ser desnecessários ou excessivamente tóxicos. Durante os primeiros 100 dias do governo Jair Bolsonaro, o Ministério da Agricultura autorizou o registro de 152 agrotóxicos, colocando o Brasil a caminho de autorizar mais agrotóxicos este ano do que em qualquer ano anterior. O Brasil já é o maior usuário mundial de agrotóxicos. Esses e outros incentivos – somados ao explosivo crescimento do agronegócio – fizeram com que o Brasil atingisse um recorde duvidoso em 2008, quando se tornou o maior consumidor de agrotóxicos do mundo, segundo estudo do Grupo Kleffmann encomendado pela Associação Nacional de Defesa Vegetal (ANDEF), representando fabricantes de agrotóxicos do Brasil. (Estranhamente, uma resposta negativa da imprensa ao estudo fez com que a ANDEF negasse suas próprias descobertas por anos.)
De acordo com o IBAMA, órgão de proteção ambiental do Brasil, as vendas de ingredientes ativos de pesticidas químicos cresceram 313% em todo o país entre 2000 e 2014, passando de 162.461 toneladas para 508.566 toneladas. São Paulo, Mato Grosso e Paraná tornaram-se os principais estados comerciais nesse período . Mas mesmo os pequenos consumidores de agrotóxicos, como Amazonas, Amapá e Acre, tiveram um crescimento exponencial, com o uso subindo 1.941%, 942% e 500%, respectivamente, nas vendas por tonelada entre 2005 e 2012 nesses estados da Amazônia.